# Skytalé
Skytalé je druh šifrování, který se skládá z válce a na něm navinutém papyru či pergamenu na kterém je napsaný vzkaz. Tento druh šifrování údajně používali Řekové, a to možná zejména Sparťané, kteří ji asi využívali během válek.

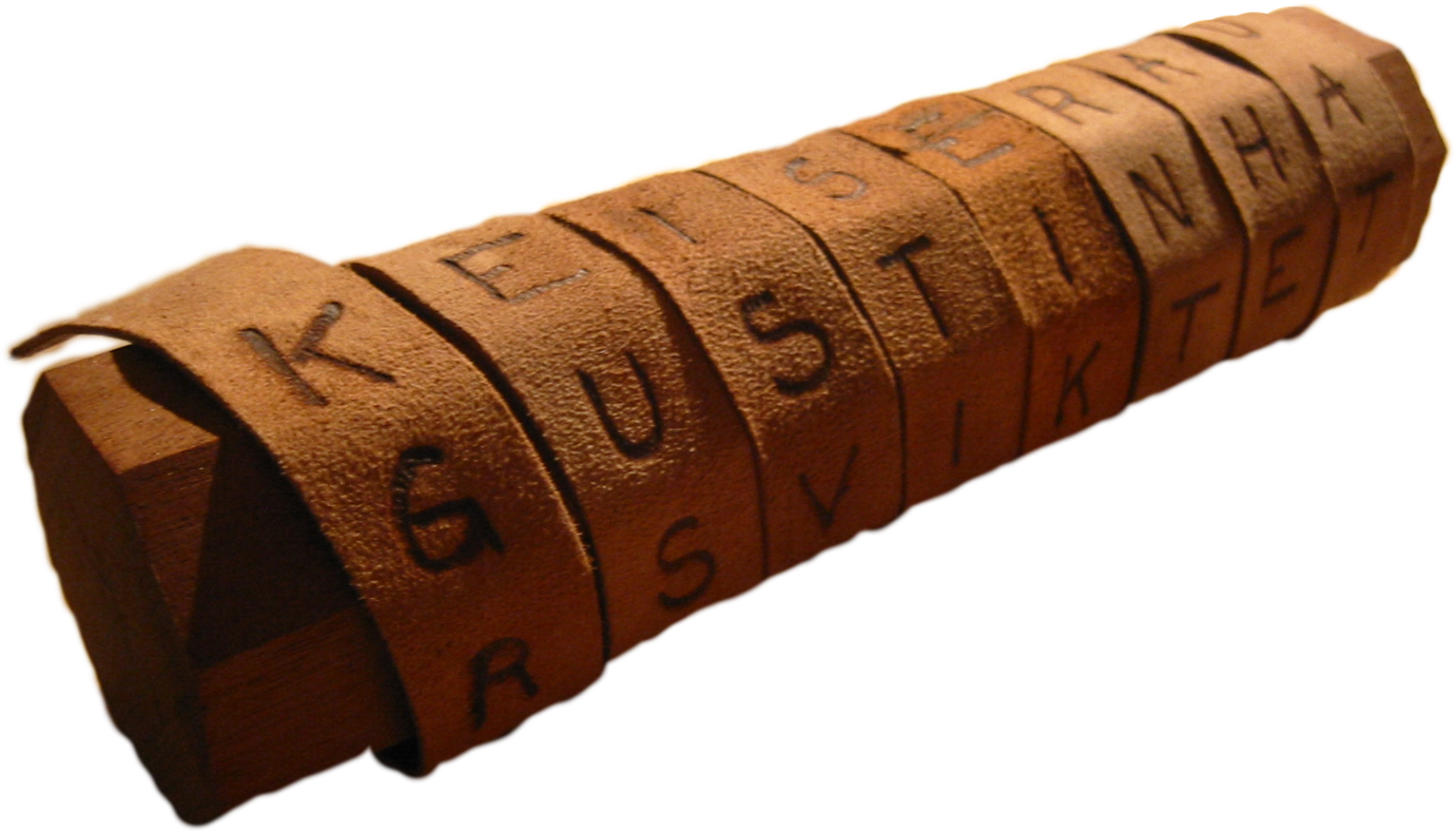
Skytalé

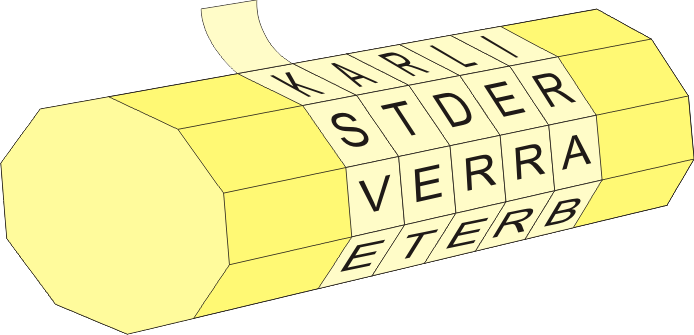
Skytalé

## Historie
Z nepřímých důkazů se o Skytalé první zmínil řecký básník Archilochos, který žil v 7. století před naším letopočtem. Dalším kdo se zmínil o Skytalé byl až polovině 3. století př. n. l. Apollónios z Rhodu. Popis toho, jak fungovala skytalé napsal až Plútarchos (50 až 120 n. l).

## Šifrování
Princip šifrování údajů spočívá v tom, že se na dřevěný válec předem dohodnutého průměru namotal pásek pergamenu a ve směru hlavní osy válce se na něj napsal text od jednoho konce k druhému. Po jeho odmotaní na pásku zůstala písmena, která nedávala spolu smysl. Jediným způsobem, jak dešifrovat text, bylo namotaní pásky na válec o stejné velikosti průměru . 

Páska na válci vypadala takto:
```
 
_____________________________________________________________
       |   |   |   |   |   |   |
       | P | O | M | O | Z |   |
     __| M | I | J | S | E |__ | 
    |  | M | P | O | D | P |
    |  | A | L | B | O | U |
    |  |   |   |   |   |   |
_____________________________________________________________

```

Po roztažení vypadala takto:
```
PMMAOIPLMJOBOSDOZEPU 

```

## Dešifrování
Později ale přišli na to, že tento způsob šifrování není dokonalý, protože stačilo pásku namotat na kužel a posouvat jím dokud jste nedostali smysluplné slovo.